# Hyorhynchus platyceps
Hyorhynchus platyceps és una espècie extinta de sinàpsid de la família dels escilacosàurids que visqué al sud d'Àfrica durant el Permià mitjà. Se n'han trobat restes fòssils a la formació d'Abrahamskraal (Sud-àfrica). Es tracta de l'única espècie del gènere Hyorhynchus. Era un escilacosàurid menut, amb el crani d'uns 21 cm de llargada a la base. El musell presentava una inclinació considerable. Tenia com a mínim cinc dents incisives i cinc de postcanines, segurament més. El nom genèric Hyorhynchus significa ‘musell de porc’, mentre que el nom específic platyceps significa ‘capplà’. Hi ha autors que el consideren un nomen dubium.